# Karst de Sangkulirang-Mangkalihat
El karst de Sangkulirang-Mangkalihat és una zona càrstica que es troba als districtes de Sub Kelay, Biatan, Talisayan, Batu Putih i Biduk-biduk Berau de la província de Kalimantan Oriental, a l'illa de Borneo (Indonèsia). Abasta 105.000 hectàrees, i conté la península de Mangkalihat.
Al maig del 2015, es va proposar que s'inclogués en la llista de Patrimoni de la Humanitat de la UNESCO. Les pintures rupestres de l'interior de les coves del karst de Sangkulirang-Mangkalihat es van proposar per a incloure-les en un geoparc a l'abril del 2017. Les pintures foren investigades fil per randa per la Sala de Preservació del Patrimoni d'Indonèsia (BPCB) per a preservar-les.

## Flora i fauna
L'àrea se situa aigües amunt de cinc rius importants de Berau i Kutai Oriental, és a dir, el riu Tabalar, el Lesan, el Pesab, el Bengalon i el Karangan. Hi ha relíquies antigues, entre d'altres, coves, ossos i dents de criatures antigues. Segons els resultats d'una expedició biològica realitzada al 2004 per The Nature Conservancy i l'Institut Indonesi de Ciències, s'hi han identificat 120 espècies d'ocells, 200 espècies d'insectes, una panerola gegant, 400 espècies de flora i 50 espècies de peixos. També a la regió, a la muntanya Beriun, hi ha un hàbitat per a orangutans.